# Чеблоково (Наро-Фоминский район)
Чеблоково — деревня в Наро-Фоминском районе Московской области, входит в состав сельского поселения Волчёнковское. Численность постоянного населения по Всероссийской переписи 2010 года — 5 человек, в деревне числятся 6 садовых товариществ. До 2006 года Чеблоково входило в состав Назарьевского сельского округа.
Деревня расположена в юго-западной части района, на безымянном левом притоке малой речки Березовки (приток реки Ильятенка), примерно в 13 км к востоку от города Верея, высота центра над уровнем моря 187 м. Ближайшие населённые пункты — посёлок совхоза «Архангельский» в 1,1 км на северо-запад и Смолино в 1,2 км на северо-восток.